# TOMC
TOMC (トムシー) は日本の音楽家、プロデューサー、ビートメイカー、DJ。
「アヴァランチーズ meets ブレインフィーダー」と評される先鋭的な音楽性で知られ、2020年以降はアンビエントに接近した作品を多数リリースしている。レアグルーヴやポップミュージックへの造詣に根ざしたプレイリスター〜ライターとしての顔も持つ。

## 来歴
早稲田大学文学部を卒業後、主に箱付きのディスコDJとして活動する傍ら、下北沢を拠点に複数のインダストリアル〜ポストロック系のバンドに在籍しボーカル・パーカッションなどを担当する。同時期には電子書籍形式の文芸誌『Inside Out』にて営業統括兼編集者・小説家としても活動。
2015年-2016年にかけてメキシコPIRA.MD Recordsから2枚のアルバムをリリース。同時期には江東区高橋商店街で地域活性を目的とした音楽・アートのイベントを催し若者〜高齢者を問わず活況を呈する。
2017年、PURRE GOOHNよりアルバム『Yesternow Once Now』をリリース。音楽評論家からオリジナリティ溢れるサンプリング音楽として「アヴァランチーズ meets ブレインフィーダー」と評されるなど、日本人離れの感性でフライング・ロータス以降のビートメイクを一歩進めた作品と捉えられている。
2018年、マンダリン・オリエンタル東京への委託作品としてベーカリーで発生する物音を一夜で録音・再構成した作品『Bake the House』を発表、Ross From Friends等当時のローファイ・ハウスムーブメントに通じるダンスミュージックと評される。2018年8月にはハッカソン・運動会イベント「未来の渋谷の運動会」にDJとして参加〜DOMMUNEに出演。同年は江東区森下にオープンした喫茶ランドリーにて定期的にDJを行い、高齢者を含む場を意識した選曲が「まちの縮図そのもの」と評されたほか、渋谷Cast・青山SHARE GREEN MINAMI AOYAMAをはじめとしたデベロッパー主導による公共空間でのDJ活動を本格化する。
2019年、企業への委託作品として空港・港湾で発生する物音を用いたサウンドアート作品『Music for Transit』を発表。2019年8月には中野区大和町八幡神社「大盆踊り会 2019」にDJミックスを提供する。同年はASMR・環境音とローファイ・ヒップホップを折衷した音楽性のEP3枚をリリースし、特に2作目『Stories & Studies』はSpotifyを通じて台北・パリ・ロサンゼルスを中心にヒットし、翌年のiTunesインストゥルメンタル・トップアルバム(日本: 2020.2.22付)でも2位を記録。ヨルダンでは収録曲「Yin & Yang」がApple Musicインストゥルメンタル・トップソング(2019.9.11付)1位を記録した。
2020年1月、近現代アメリカ文学を題材にしたアンビエント/ ニューエイジ路線のEP『Lunar Maria』を発表。iTunesニューエイジ・トップアルバム(日本: 2020.1.17付)1位を記録する。同年6月にはビートメイカーcoyolateとの共作シングル『Curiosity』を、7月には日本のインターネット・レーベルLocal Visionsからシティポップに接近したヨシカワミノリとの共作アルバム『Reality』を連続してリリース。『Reality』はMake Believe Melodies「2020年の日本の音楽アルバム10選」に選定されたほか、収録曲「オンラインの幽霊たち (feat. Gimgigam)」がFluxblogの2020 Survey Playlistに収録されるなど、海外メディアを中心に支持を集める。同年はライターとしても7月刊行『ニューエイジ・ミュージック・ディスクガイド』にコラムを寄稿したほか、12月刊行『シティ・ソウル ディスクガイド 2』にレビュー執筆者として参加。また、同年6月にリリースされたビートメイカーcanooooopyのカムバック作『天地を解くコデックス[codex to uncoil the cosmos]』ではディレクション及びマスタリングを担当した。
2021年1月、昨年発表の『Reality』から7インチレコード『夢の話をしよう / オンラインの幽霊たち(feat. Gimgigam)』がシングルカットされ、Jet Set週間チャートで1位を記録。同年3月、カナダInner Ocean Recordsからソロとしては4年ぶりのアルバム『Liberty』をリリース。同作はカセットテープ形態でも発売され、初回生産分は発売2日で完売。中目黒のカセットテープ専門店waltzでは「ジャズ系ビートテープ今年度最高傑作有力候補」と評される。同年はプレイリスターとしても「特定アーティスト作品のサブスク解禁直後のプレイリスト発表」が恒例化したほか、ライターとしてMikikiやサイゾー等ウェブメディアへの寄稿を多数行っている。

## ディスコグラフィー

### アルバム
- McKinsey N' de Kooning (PIRA.MD Records, 2015年)
- Arkhai & Naked Shortin' (PIRA.MD Records, 2016年)
- Yesternow Once Now (PURRE GOOHN, 2017年)
- Reality (Local Visions, 2020年) *「ヨシカワミノリ & TOMC」名義
- Liberty (Inner Ocean Records, 2021年)
- Music for the Ninth Silence (Inner Ocean Records, 2022年)

### シングル
- Bake the House (PURRE GOOHN, 2018年)
- Curiosity (Not on label, 2020年)
- 夢の話をしよう / オンラインの幽霊たち(feat. Gimgigam) (Local Visions / JET SET, 2021年) *「ヨシカワミノリ & TOMC」名義

### EP
- Blockchainers (PURRE GOOHN, 2019年)
- Stories & Studies (PURRE GOOHN, 2019年)
- Reminiscin’ (PURRE GOOHN, 2019年)
- Lunar Maria (PURRE GOOHN, 2020年)

### ミックスCD
- CONVENI MIX 001 | City Pop MIX by TOMC (レコードコンビニ, 2018年) *限定品(完売)
- CONVENI MIX 002 | City Soul MIX by TOMC (レコードコンビニ, 2018年) *限定品(完売)